# Pivovar Lukavec
Pivovar Lukavec nebo také Pelzův pivovar byl pivovar v městysu Lukavec (dnes místní část města Fulnek). Jedná se o jeden z nejstarších pivovarů, který byl založen na území Moravy a Českého Slezska. Rok založení je údajně 1663.

## Historie

### Počátky pivovarnictví
Jedna z prvních zpráv o vaření piva v Lukavci pochází z roku 1557 a popisuje spor o pivo mezi větřkovickým fojtem Vítkem, který měl krčmu, a majitelem hradeckého panství Friedrichem Cetrysem. Friedrich Certys nutil fojta odebírat pivo ze svého – zámeckého pivovaru. Vítek však toto pivo odmítal a zámecký pán tak přicházel o peníze. Z této zprávy je také patrné, že se ten rok pivo v Lukavci ještě nevařilo.
Pivovar byl založen pravděpodobně ve druhé polovině 16. nebo na počátku 17. století ve Fulneku místním klášterem Augustiniánů, kterému tehdy Lukavec a další vesnice patřily. Klášter byl ve při s fulneckými měšťany kvůli distribuci vlastního piva do okolních vesnic. Měšťanům se nelíbilo, že klášter vozí přes Fulnek své pivo a tím narušuje mílové právo. Spor ukončil až v roce 1607 císař Rudolf II., který klášteru povolil vařit pivo v novém pivovaru v Lukavci. V jiných zdrojích se zase uvádí, že pivovar v Lukavci nebyl zřízen, ale obnoven.

### Období rozkvětu
Roku 1784 byl klášter zestátněn a v pivovaru sídlila administrativa tehdejšího správního úřadu. Díky přítomnosti státních úředníků se pivovaru začalo přezdívat na zámku.
Majitelem pivovaru byl v letech 1875 – 1880 Anton Kloss. V 80. letech 19. století za majitele Wilhelma Rattaye a hlavně za Josefa Pelze, který od něj pivovar odkoupil, začal pivovar nabírat na významu. Jelikož se pivovaru dobře dařilo, dal jej majitel rozšířit a udělal z něj společenský středobod okolí. V létě navštěvovali pivovarskou zahrádku v hojném počtu turisté, v zimním období pak návštěvníci vysedávali uvnitř, u kachlových kamen fulneckého mistra Ernsta Münstera. Podle dobových vzpomínek se v Pelzově pivovaru vařilo velice dobré pivo, které někteří hospodští vydávali za Plzeň. Tehdejší plzeňský sládek dokonce v jednom rozhovoru uvedl, že plzeňské pivo nemá konkurenci, kromě jediné – ve Slezsku, v Lukavci.

### Válka a konec pivovaru
Když Josef Pelz v roce 1943 zemřel, převzal pivovar jeho mladší bratr Helmut, který ovšem ještě téhož roku padl ve válce a pivovar řídila jeho vdova, která podle některých údajů měla koncem války pivovar zavřít a sama se přestěhovat do Německa. Na druhou stranu však existuje zpráva, že si Ruští vojáci z pivovaru odvezli 900 hl piva, což by svědčilo o tom, že pivovar ještě fungoval. Také se uvádí, že občané po návratu z fronty pivovar opravili a zprovoznili a že se zde přestalo vařit pivo až v roce 1947, kdy byl pivovar již ve státní správě. Toto rozhodnutí se představitelé pivovaru snažili všemožně zvrátit, avšak už se jim to nepodařilo. Objekty převzalo místní JZD a pivo se zde už nikdy nevařilo. Ještě jednou se pak uvažovalo o obnovení Lukaveckého pivovaru, a sice, když se hledal nový pivovar pro Ostravu. Nakonec se však z důvodu jeho malé velikosti přistoupilo k výstavbě nového pivovaru v Nošovicích. Lukavečtí také uvažovali o jiném využití pivovaru, například o přebudování na lihovar, což však bylo státní správou zamítnuto.
Po 14 letech od ukončení výroby se začaly zchátralé budovy pivovaru dílem bourat a dílem adaptovat pro činnost JZD. Budova hostince byla například přestavěna na mateřskou školu. Provoz školky byl roku 2007 ukončen a v roce 2011 odkoupil budovu od města soukromý majitel. Budova samotného pivovaru byla po ukončení činnosti JZD také prodána soukromému majiteli, který z ní vytvořil stolařskou dílnu a byty. Komín, na kterém několik let pravidelně hnízdili čápi, byl 16. dubna 2003 srovnán se zemí.